# SDH fer
SDH fer est une entreprise ferroviaire française spécialisée dans la maintenance des wagons basée à Saint-Denis-de-l'Hôtel dans le département du Loiret en région Centre-Val de Loire.
L'entreprise a porté successivement les noms de La Route de France (1944-1947), Établissements industriels Bernard Richard (1947-1962), Cadoux International (1962-1989), Powell Duffryn Wagon SA (1990-1995), Saint-Denis-de-l'Hôtel ferroviaire ou SDHF (1995-2014) et SDH fer depuis 2014.

## Histoire
L'entreprise est créée vers la fin de la Seconde Guerre mondiale, en décembre 1944, elle porte alors le nom de « La Route de France » et est spécialisée dans la construction de wagons.
Dès 1947, elle est rachetée par Bernard Richard, et change de nom pour adopter celui des « Établissements industriels Bernard Richard ».
En décembre 1962, les établissements changent de main et sont rachetés par M. Cadoux. La société prend le nom de « Cadoux International » jusqu'à son dépôt de bilan en décembre 1989.
En mars 1990, la société britannique Powell Duffryn reprend l'activité de l'usine qui devient « Powell Duffryn Wagon SA ». Les activités sont alors la construction, la réparation et la révision du matériel ferroviaire jusqu'en 1995 où la construction de wagons est arrêtée. De 1995 à 1997, des salariés rachète la société et le site à Powell Duffryn et la rebaptise « Saint-Denis-de-l'Hôtel ferroviaire ».
En 2003, Les ateliers bretons de réalisations ferroviaires industries (ABRFI), entreprise française basée à Châteaubriant en Loire-Atlantique (Pays de Loire) rachète SDHF. La holding Ateliers orléanais de réalisations ferroviaires (AORF) est créée afin de gérer les deux sociétés.
Le tribunal de commerce d'Orléans accorde, le 10 mai 2011, un délai d'un mois supplémentaire au groupe AORF avant sa mise en redressement judiciaire lié à ses difficultés financières.
Le 10 juillet 2012, AORF est placé en procédure de sauvegarde par le tribunal de commerce d'Orléans.
En octobre 2012, SDHF se diversifie en proposant un service de nettoyage de wagons citernes ayant contenu du gaz.
Le 12 mai 2014, à la suite de difficultés récurrentes, l'entreprise est liquidées et mise en vente.
Le 16 juillet 2014, SDHF est rachetée par le loueur de wagons de marchandises français Millet, et prend le nom de SDH fer.

## Activités
L'entreprise est spécialisé dans la maintenance et la transformation de wagons de fret.

## Finances
Le bilan financier de l'entreprise est le suivant :
| Entreprise                                | Chiffre d'affaires en € | Résultat net en € | Effectifs |
| ----------------------------------------- | ----------------------- | ----------------- | --------- |
| Saint-Denis-de-l'Hôtel Ferroviaire (SDHF) | 7 738 000 (2013)        | -2 731 000 (2013) | 49 (2014) |